# Giovanni Alfonso Borelli
Giovanni Alfonso Borelli (ur. 28 stycznia 1608 w Neapolu, zm. 31 grudnia 1679 w Rzymie) – włoski fizjolog, fizyk i matematyk.
W 1649 roku został profesorem matematyki na Uniwersytecie w Mesynie, a w 1649 roku - na Uniwersytecie w Pizie. W 1667 roku wrócił do Mesyny, a w 1674 wyjechał do Rzymu, gdzie patronatem objęła go Krystyna Wazówna. 
Jego głównym dorobkiem naukowym były prace z biomechaniki. Opublikował De Motu Animalium I oraz De Motu Animalium II (O ruchu zwierząt), w których jako pierwszy wyjaśniał zjawisko ruchów mięśniowych i innych funkcji ciała, na podstawie statyki i dynamiki. Prowadził również obserwacje astronomiczne, w 1665 roku jako pierwszy zasugerował, że komety poruszają się po torze eliptycznym.  
Był przedstawicielem medycyny fizykalnej. Rozumiał doniosłość układu nerwowego i dopatrywał się w nim głównych przyczyn rozmaitych chorób.

## Wybrane publikacje
- Cagioni delle febbri maligne in Sicilia negli anni 1647-1648.
- Della cagioni delle febbri maligni, Pisa 1658.
- Euclides restitutus, sive prisca geometriae elementa, brevius, & facilius contexta, Pisa 1658.
- De Renum usu Judicium, Straßburg 1664.
- Lettera del movimento della cometa apparsa il mese di dicembre del 1664 a Pisa, 1665.
- Theoricae mediceorum planetarum ex causis phisicis deductae, Pisa 1666.
- De vi percussionis, et motionibus naturalibus a gravitate pendentibus, 1667
- Osservazioni intorno alle virtù ineguali degli occhi, Messina 1669.
- Historia et meteorologia incendii Aetnaei anni 1669, 1670
- De motionibus naturalibus a gravitate pendentibus, 1670
- De Motu Animalium I, Rzym 1680
- De Motu Animalium I, Rzym 1680 1681.